# Исахая Сигэтака
Исахая Сигэтака (яп. 諫早 茂喬, 11 мая 1823 — 17 марта 1848) — самурай княжества Сага периода Эдо, 13-й глава рода Исахая. 

## Биография
Родился 11 мая 1823 года в семье Исахаи Сигэхиро, 12-го владетеля деревни Исахая, и Суми, дочери Набэсимы Наоёси, даймё Касимы. Его детское имя — Масутиё (益千代).
29 сентября 1845 года унаследовал главенство в семье. В декабре того же года женился на Отами (1830—1860), дочери Набэсимы Наринао, даймё Саги.
7 июня 1846 года, когда три французских военных корабля под командованием адмирала Жана-Батиста Сесиля («Клеопатра», «Сабин», «Викториёз») прибыли в Нагасаки с требованием открыть торговлю, Сигэтака возглавил экстренный отряд для охраны порта. В ноябре 1847 года Ито Гембоку, княжеский врач Саги, был направлен в резиденцию Исахая для осмотра заболевшего Сигэтаки.
Исахая Сигэтака скончался 17 марта 1848 года в возрасте 24 лет. Был похоронен в семейном храме Тэнъю-дзи в Исахае. Поскольку его наследник Такэхару был слишком мал, главенство в семье унаследовал его младший брат Сигэтанэ.